# Fatuma Abdulkadir Adan
Fatuma Abdulkadir Adan (født 1978) er en kenyansk advokat og fredsaktivist, der arbejder for at forsone nordkenyanske stammer, der er i konflikt.

## Liv
Fatuma Abdulkadir Adan er født i Marsabit i Nordkenya og uddannet advokat i Nairobi. Hendes forældre er hver især fra de to rivaliserende stammer Borana og Gabbra. Efter at have afsluttet sin uddannelse i Nairobi vendte Adan tilbage til sin hjemby for at arbejde for fred mellem stammerne. I 2003 grundlagde hun projektet Horn of Africa Development Initiative (HODI), hvorigennem hun startede kampagnen "Shoot to score, not to kill", et projekt hvor børn og unge fra Borana- og Gabbrastammerne spiller fodbold sammen. Idéen er at kæde sport og fredsaktivisme sammen.
I januar 2011 modtog Fatuma Abdulkadir Adan Stuttgart Peace Prize for at "kombinere fodbold og frigørelse".